# Berberana
Berberana település Spanyolországban, Burgos tartományban. Berberana Junta de Villalba de Losa, Amurrio, Kuartango, Valdegovía/Gaubea és Jurisdicción de San Zadornil községekkel határos. Lakosainak száma 48 fő (2024).

## Népesség
A település lakosságának változását az alábbi diagram mutatja:
| Lakosok száma | 88   | 81   | 77   | 76   | 73   | 76   | 66   | 54   | 54   | 48   |
|               | 2001 | 2004 | 2006 | 2009 | 2011 | 2014 | 2016 | 2019 | 2021 | 2024 |